# Vasilij Sjuravljov
Vasilij Sjuravljov (russisk: Васи́лий Никола́евич Журавлёв) (født 2. august 1904 i Rjasan i det Russiske Kejserrige, død 16. november 1987 i Moskva i Sovjetunionen) var en sovjetisk filminstruktør og manuskriptforfatter.

## Filmografi
- Kosmisk rejse (Космический рейс, 1936)[2][3]
- Ørnens død (Гибель «Орла», 1940)
- Kaptajn på femten (Пятнадцатилетний капитан, 1945)
- Dreng fra udkanten (Мальчик с окраины, 1947)
- Uadskillelige venner (Неразлучные друзья, 1953)